# Gelbringfalter

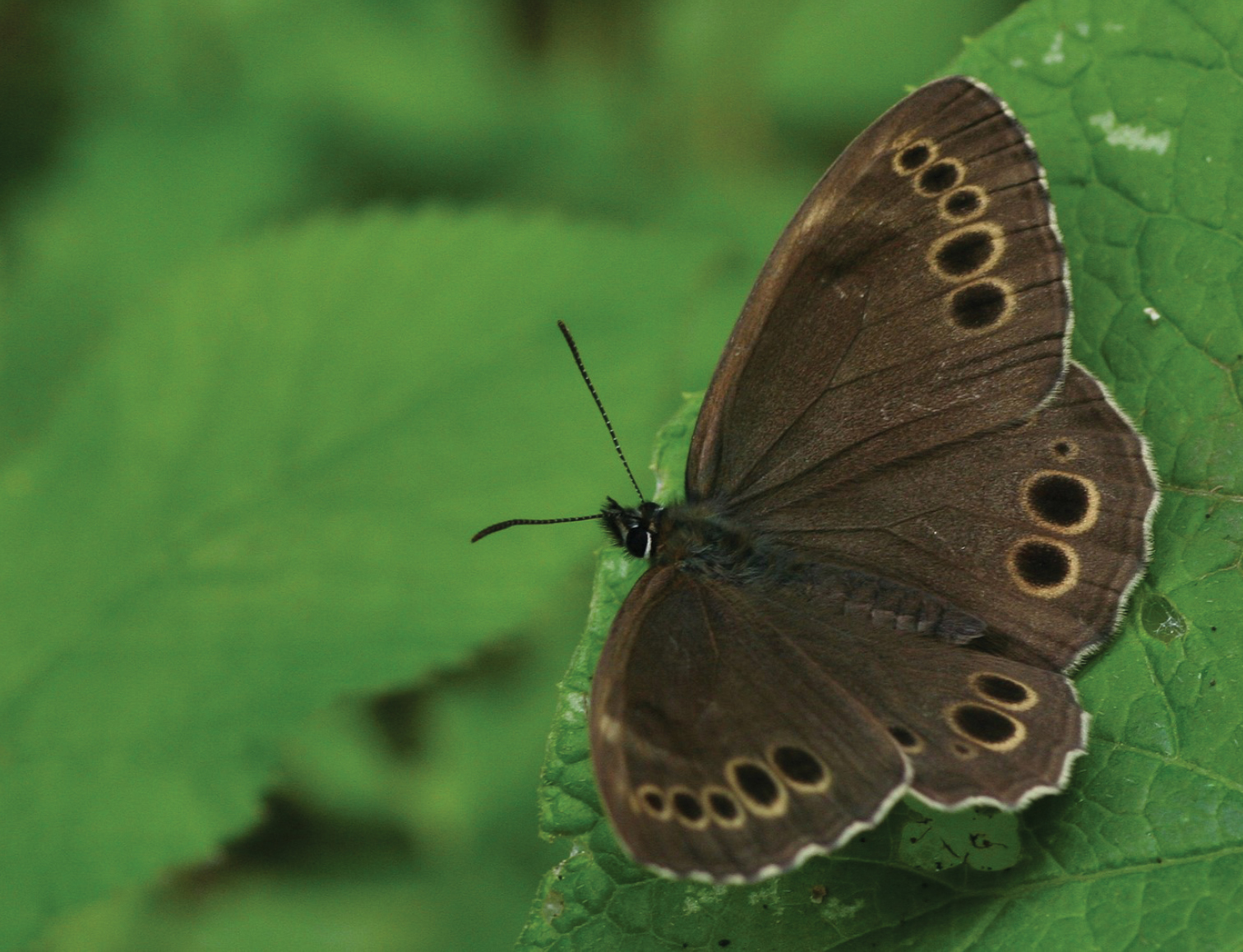
Flügeloberseite

Der Gelbringfalter (Lopinga achine) ist ein Schmetterling (Tagfalter) aus der Familie der Edelfalter (Nymphalidae).

## Merkmale
Die Falter erreichen eine Flügelspannweite von 50 bis 55 Millimetern. Sie haben graubraune Flügeloberseiten mit großen, schwarzen, dünn gelb umrandeten Flecken nahe der Flügelränder.

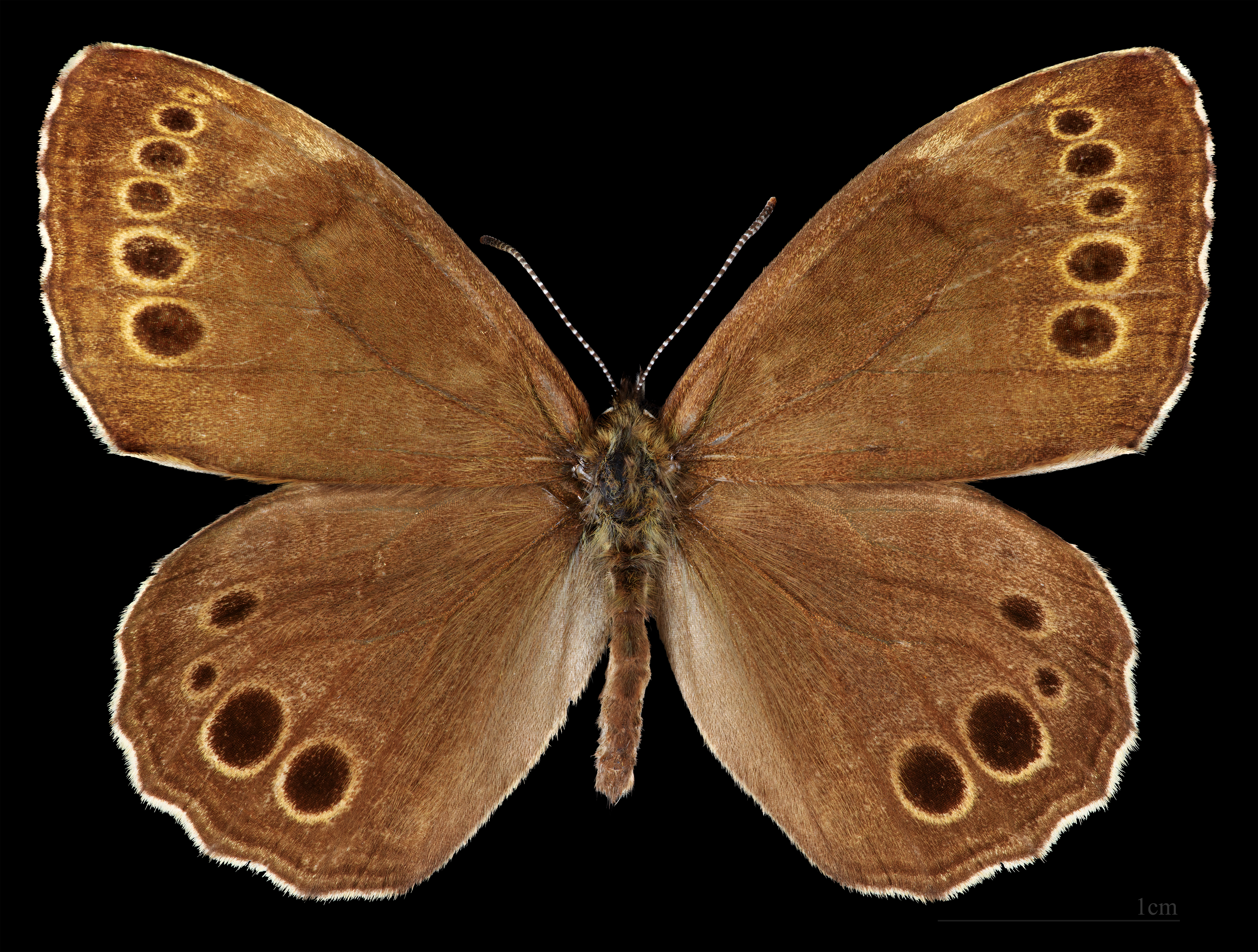
Lopinga achine ♂
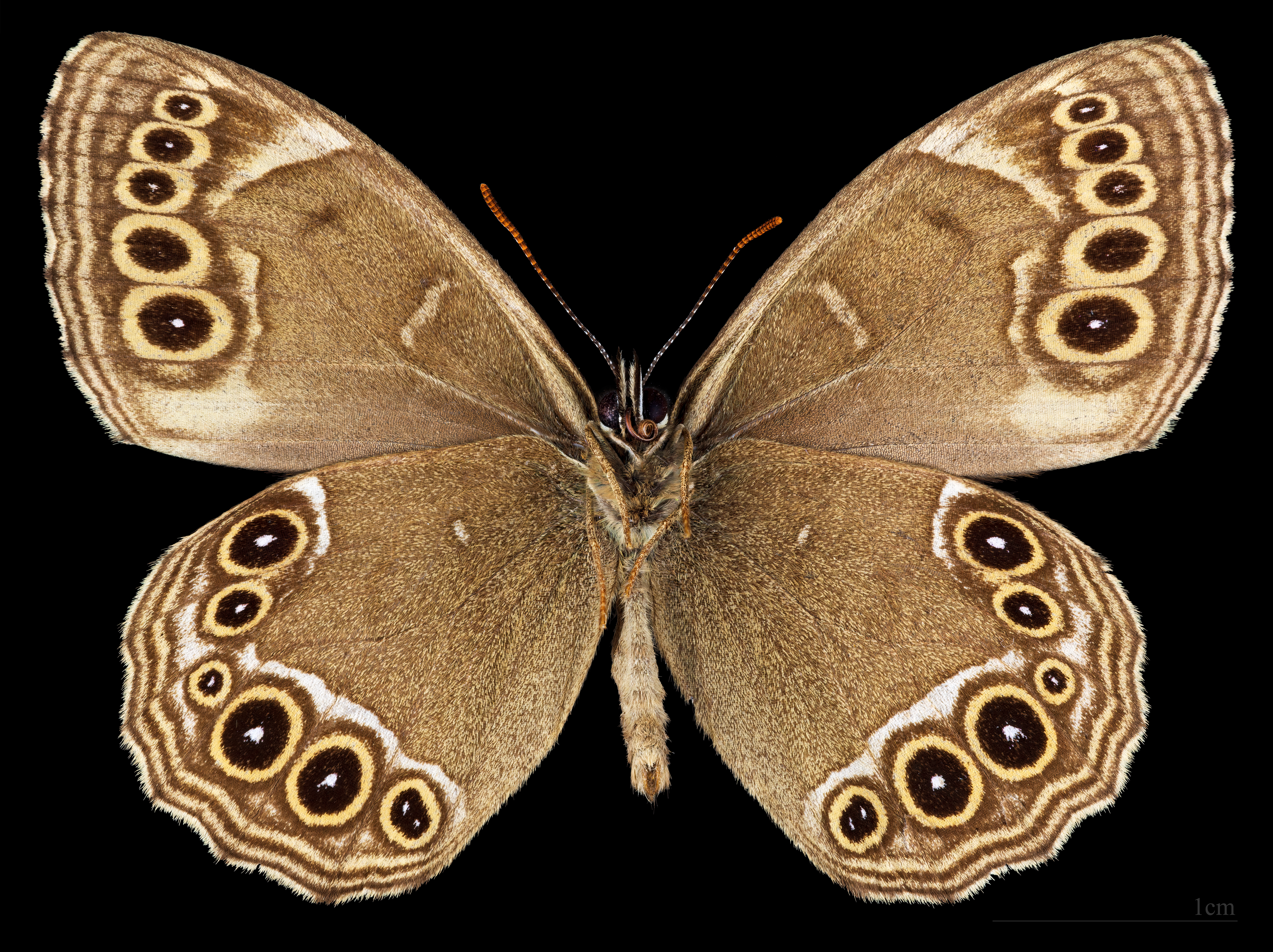
Lopinga achine ♂   △

## Verbreitung
Sie kommen in Europa, Russland, im Norden Mittelasiens und in Japan nur lokal und vereinzelt vor. Sie leben an kleinen Waldlichtungen mit Gebüschen und in Hecken an Waldrändern. Man findet sie sowohl auf feuchten als auch auf trockenen Böden, die basisch oder nicht basisch sein können. Sie sind mit ihren Populationen vielerorts stark rückläufig; Es handelt sich um eine stenöke Tagfalterart von Laubwäldern mit einem bestimmten Grasunterwuchs, die selten gefunden wird, die an klimatisch begünstigten Stellen gelegentlich aber auch an Nadelwaldrändern lebt.

## Flugzeit
Die Tiere fliegen in einer Generation von Anfang Juni bis Ende Juli.

## Nahrung der Raupen
Die Raupen ernähren sich von den Blättern von Fieder-Zwenke (Brachypodium pinnatum) und von Wald-Zwenke (Brachypodium sylvaticum).